# Мирослав Ондричек
Мирослав Ондричек (чеш. Miroslav Ondříček; Праг, 4. новембар 1934 — 28. март 2015) је био чешки сниматељ и један од твораца Чешког новог таласа. Био је дугогодишњи сарадник Милоша Формана. Такође је био номинован за Оскара и постао добитник Чешког лава.

## Биографија
Мирослав Ондричек потицао је из породице берберина и шеширџија. После послератне епизоде као помоћни радник, интересовање за филм га је 1950. довело у Филмски студио Барандов, где се убрзо окушао у занимању асистента камере. Професионалну каријеру започео је као сниматељ документарних филмова, 1959. завршио је вечерњу школу филмског стваралаштва на ФАМУ (учитељ му је био легендарни сниматељ Јан Сталих), а затим је асистирао угледним сниматељима као домар у Барандову. Почетком шездесетих упознаје тада тек почињалог Милоша Формана са којим је снимио чувени дугометражни документарац Конкурс (1963). Тада је почела њихова доживотна сарадња, чији су плодови били бројна ремек-дела (укључујући комедију Љубави једне плавуше, мјузикл Коса и Оскаром награђени Амадеус).
Као сниматељ учествовао је у четири десетине дугометражних филмова, од којих је половину снимао у иностранству. Сарађивао је и са чешким редитељем Вавром, америчким редитељем Мајклом Николсом, Џ. Р. Хилом и Енглезом Линдси Андерсоном. Међу најпознатијим филмовима у којима је учествовао су: Љубави једне плавуше, Гори, моја госпођице, Коса, Рагтајм, Амадеус, Валмонт, Свлачење.
Био је члан управног одбора Филмске академије Мирослава Ондричека у Писеку и члан надзорног одбора акционарског друштва ФК Славија Праг.
Мирослав Ондричек је био дугогодишњи наставник на ФАМУ у Прагу. Филмска академија у Писеку, чији је био покровитељ, носи његово име.
Преминуо је 29. марта 2015. после дужег боравка у болници у 80. години. Последњи испраћај обављен је у уторак, 7. априла 2015. године у базилици Св. Петра и Павла у прашком Вишехраду.
Два пута се женио. Са Евом Ондричковом живео је 51 годину и имали су сина Давида, редитеља и продуцента. Њихов син се такође бави снимањем.

## Награде
- 1981. Номинација за Оскара (Ragtime)
- 1984. Номинација за Оскара (Amadeus)
- 1999. Чешки лав за дугогодишњи допринос чешкоj кинематографији
- 2003. Награда за животно дело у Битољу, Македонија
- 2004. Награда Америчке уније кинематографа за допринос међународној кинематографији у Лос Анђелесу
- 2004. Кристални глобус за уметнички допринос светској кинематографији на фестивалу у Карловим Варима
- 2005. Награда за животно дело Удружења чешких сниматеља
- 2006. Медаља за заслуге I степена[7]